# Mattias Hargin
Mattias Hargin (Stockholm, 7 oktober 1985) is een Zweeds alpineskiër. Hij vertegenwoordigde zijn vaderland op de Olympische Winterspelen 2010 in Vancouver, op de Olympische Winterspelen 2014 in Sotsji en op de Olympische Winterspelen 2018 in Pyeongchang. Hij was tot haar overlijden in 2016 gehuwd met Matilda Rapaport.

## Carrière
Hargin maakte zijn wereldbekerdebuut in december 2004 tijdens de slalom in Flachau. Op de wereldkampioenschappen alpineskiën 2005 in Bormio wist hij niet te finishen op de slalom. In januari 2007 scoorde de Zweed in Adelboden zijn eerste wereldbekerpunten. In februari 2008 behaalde Hargin in Garmisch-Partenkirchen zijn eerste toptienklassering in een wereldbekerwedstrijd. In Val d'Isère nam hij deel aan de wereldkampioenschappen alpineskiën 2009. Op dit toernooi eindigde hij als vijfde op de slalom. Tijdens de Olympische Winterspelen 2010 eindigde de Zweed als veertiende op de slalom.
Op 6 januari 2011 skiede Hargin in Zagreb naar zijn eerste podiumplaats in een wereldbekerwedstrijd. Op de wereldkampioenschappen alpineskiën 2011 in Garmisch-Partenkirchen eindigde hij als twaalfde op de slalom. In Schladming nam de Zweed deel aan de wereldkampioenschappen alpineskiën 2013. Op dit toernooi eindigde hij als negende op de slalom, in de landenwedstrijd veroverde hij samen met Nathalie Eklund, Frida Hansdotter, Maria Pietilä Holmner, Jens Byggmark en André Myhrer de zilveren medaille. Tijdens de Olympische Winterspelen van 2014 in Sotsji eindigde Hargin als zevende op de slalom.
Op 25 januari 2015 boekte hij in Kitzbühel zijn eerste wereldbekerzege. Op de wereldkampioenschappen alpineskiën 2015 in Beaver Creek eindigde de Zweed als vijfde op de slalom, samen met Sara Hector, Maria Pietilä Holmner, Markus Larsson, André Myhrer en Anna Swenn-Larsson legde hij beslag op de bronzen medaille in de landenwedstrijd. In Sankt Moritz nam Hargin deel aan de wereldkampioenschappen alpineskiën 2017. Op dit toernooi viel hij uit op de slalom, in de landenwedstrijd behaalde hij samen met Frida Hansdotter, Maria Pietilä Holmner, Emelie Wikström, Gustav Lundbäck en Andre Myhrer de bronzen medaille. Tijdens de Olympische Winterspelen van 2018 in Pyeongchang eindigde hij als negentiende op de slalom, samen met Frida Hansdotter, Anna Swenn-Larsson, Emelie Wikström, Kristoffer Jakobsen en André Myhrer eindigde hij als vijfde in de landenwedstrijd.

## Resultaten

### Olympische Spelen
| Jaar | Plaats      | Resultaten                    |
| ---- | ----------- | ----------------------------- |
| 2010 | Vancouver   | 14e Slalom                    |
| 2014 | Sotsji      | 7e Slalom                     |
| 2018 | Pyeongchang | 19e Slalom 5e Landenwedstrijd |

### Wereldkampioenschappen
| Jaar | Plaats                 | Resultaten                    |
| ---- | ---------------------- | ----------------------------- |
| 2005 | Bormio                 | DNF2 Slalom                   |
| 2009 | Val-d'Isère            | 5e Slalom                     |
| 2011 | Garmisch-Partenkirchen | 12e Slalom                    |
| 2013 | Schladming             | 9e Slalom · Landendwedstrijd  |
| 2015 | Beaver Creek           | 5e Slalom · Landenwedstrijd   |
| 2017 | Sankt Moritz           | DNF2 Slalom · Landenwedstrijd |
| 2019 | Åre                    | 20e Slalom 5e Landenwedstrijd |

### Wereldbeker
Eindklasseringen
| Seizoen   | Algm | SL  |
| --------- | ---- | --- |
| 2006/2007 | 117e | 48e |
| 2007/2008 | 77e  | 28e |
| 2008/2009 | 32e  | 8e  |
| 2009/2010 | 32e  | 10e |
| 2010/2011 | 32e  | 7e  |
| 2011/2012 | 39e  | 10e |
| 2012/2013 | 32e  | 10e |
| 2013/2014 | 22e  | 5e  |
| 2014/2015 | 20e  | 7e  |
| 2015/2016 | 51e  | 14e |
| 2016/2017 | 30e  | 10e |
| 2017/2018 | 37e  | 12e |
| 2018/2019 | 86e  | 28e |

Wereldbekerzeges
| Datum           | Plaats    | Onderdeel |
| --------------- | --------- | --------- |
| 25 januari 2015 | Kitzbühel | Slalom    |